# 菊池洋子
菊池 洋子（きくち ようこ、1977年10月18日-）は、日本のクラシック音楽のピアニスト。日本人として初めて、第8回モーツァルト国際コンクールで優勝した。

## 経歴
群馬県前橋市生まれ。桐朋女子高等学校卒業後、イタリアのイーモラ音楽院へ留学。
これまでにピアノを田中希代子、林秀光、フランコ・スカラの各氏に、フォルテピアノをステファノ・フィウッツィに師事。
1997年、ミラノでソロ・リサイタルを開催したほか、ユベール・スダーン指揮シチリア交響楽団のコンサートツアーのソリストに抜擢された。
2002年1月、第8回モーツァルト国際コンクールで日本人として初めて優勝。翌年2003年にザルツブルク音楽祭のモーツァルト・マチネに出演してモーツァルトのピアノ協奏曲第21番をアイヴォー・ボルトン指揮ザルツブルク・モーツァルテウム管弦楽団と共演。
2004年秋には、ライプツィヒ弦楽四重奏団と日本ツアーを行ない、2006年は、ウィーンでのリサイタル、オーケストラ・アンサンブル金沢のアジア・ツアーのソリスト、アフラートゥス･クインテットとの共演及びレコーディング、11月から12月にかけては、サントリーホール（東京）、ザ・シンフォニーホール（大阪）、札幌コンサートホールKitaraなど、全国6都市の主要コンサートホール大ホールにてリサイタルを行うなど大きな話題を集めた。
その後も、2008年アンサンブル・ウィーン=ベルリンとの共演、2010年チューリッヒ・トンハレでのリサイタル、2011年以降、シュレスヴィヒ=ホルシュタイン音楽祭にたびたび招かれているほか、2012年にはイスラエルのエイラット音楽祭出演や、ミラノのヴェルディホールでのリサイタル、ボローニャのマンゾーニ劇場シーズン演奏会出演、ハノーファー北ドイツ放送フィルハーモニー管弦楽団との共演など活動の場を広げている。2015年プラハの春音楽祭でアフラートゥス・クインテットと出演した模様は、チェコ国営テレビで放送され、好評を博した。
　2009、2018～19年にモーツァルトのピアノ・ソナタ全曲をフォルテピアノとモダンピアノを用いて演奏するといった意欲的な企画に取り組み好評を得た。
これまでに、国内主要オーケストラとの共演をはじめ、ザルツブルク室内管弦楽団、フランツ・リスト室内管弦楽団、グルベンキアン管弦楽団、南西ドイツ・フィルハーモニー交響楽団、フランス国立オーヴェルニュ＝ローヌ＝アルプ管弦楽団、ベルリン交響楽団、ルーマニア国立ブラショフ・フィルハーモニー交響楽団、ニューヨーク・ヴィルトゥオージ室内楽団、スロヴェニア放送交響楽団、上海交響楽団、香港シンフォニエッタと共演。
バレエとのコラボレーション公演にも出演し、世界的バレエダンサー ディアナ・ヴィシニョーワや吉田都ほかと共演している。
また近年はホルンのラデク・バボラークやウィーン・フィルハーモニー管弦楽団のコンサートマスターを務めるライナー・ホーネックとのデュオでも活躍。
コロナ禍をきっかけに、J.S.バッハの「ゴルトベルク変奏曲」に取り組み、2022年からは毎年J.S.バッハの命日である7月28日に近い日程で、リサイタルを開催している。
2023年3月より、アジア人としては異例となるウィーン国立音楽大学のアシスタント・プロフェッサーに就任し、後進の指導に当たっている。現在はオーストリアウィーン在住。

## 賞歴
- 2002年 - 第8回モーツァルト国際コンクール優勝
- 2007年 - 第17回出光音楽賞受賞
- 第18回ミュージック・ペンクラブ音楽賞受賞
- 第1回上毛芸術文化賞（音楽部門）受賞

## ディスコグラフィー
- モーツァルト・アルバム（2005年8月）―沼尻竜典（指揮）、オーケストラ・アンサンブル金沢
- バラエティー／モーツァルト:ピアノと管楽のための五重奏曲（2006年9月）ーアフラートゥス・クィンテットとの共演
- モーツァルト：ピアノ協奏曲第20番（2006年11月）ー井上道義（指揮）、オーケストラ・アンサンブル金沢
- モーツァルト:ピアノ・ソナタ集 第1・12・17番（2009年1月）
- フレンチ・リサイタル 20世紀フランス近代ホルン&ピアノ作品集（2011年3月）―ラデク・バボラークとの共演
- ベートヴェン・コラボレーションズ（2011年9月））―ラデク・バボラークとの共演
- ロマンティック・アンコール（2013年5月）
- 究極ベスト100◆モーツァルト:ピアノ協奏曲第20番＆第21番（2014年11月）ー井上道義（指揮）、オーケストラ・アンサンブル金沢
- ヒンデミット：ホルン･ソナタ（2016年6月）―ラデク・バボラークとの共演
- バッハ：ゴルトベルク変奏曲（2023年7月）
- 子守歌ファンタジー（2023年9月）
- 菊池洋子&大阪交響楽団のベートーヴェン・ピアノ協奏曲全集 Vol.1（2024年3月）

## メディア出演
- きらクラ!（2013年3月3日、NHK-FM）：ゲストMCとして出演
- 『芸術新潮』（2019年6月号、新潮社）：第2特集「ウィーンの音と暮らすー伝説の巨匠との出会い」ー師である、パウル・バドゥラ＝スコダとの出会い、ウィーンでの暮らしを語っている
- NHKクラシック倶楽部「ライナー・ホーネック&菊池洋子 〜東京・春・音楽祭〜」（2024年3月18日東京文化会館小ホール収録）
- 『ENGINE』（2024年6月号、新潮社）：「モーツァルト国際コンクールで日本人として初優勝したピアニスト、菊池洋子　そのライフワークを聴く！」